# 이천청년역
이천청년역(伊川靑年驛)은 조선민주주의인민공화국 강원도 이천군에 위치한 청년이천선의 철도역이다.